# Камерний хор MORAVSKI
Камерний хор MORAVSKI — український хоровий колектив при благодійному фонді «Школа Павла Муравського», створений у вересні 2016 року за ініціативи заслуженої діячки мистецтв України, хорового диригента — Лариси Бухонської. Керівником хору є випускниця Національної музичної академії України ім П. І. Чайковського (клас диригування — Л. М. Венедиктова), лауреат міжнародних конкурсів Олена Радько (Яцкулинець). В 2019 році колектив отримав звання народного (зразкового) аматорського колективу. Є творчою одиницею Центру художньої та технічної творчості "Печерськ" міста Києва. 

## Історія створення
Камерний хор «Moravski» створено у вересні 2016 року й названо на честь видатного хорового диригента України Павла Муравського. Це друга спроба створення любительського хору при фонді. Діяльність першого складу хору, яким керував сам Павло Іванович, була перервана трагічними подіями в Києві та Україні восени 2013 року та пов'язана також із відходом у вічність Павла Муравського 6 жовтня 2014 року.
До складу хору входять люди різних професій. Поклик душі та велика любов до хорової музики об'єднали усіх учасників у єдиний творчий колектив, який популяризує хорове мистецтво, сприяє розвитку вітчизняної хорової культури та мистецьких проєктів в Україні та за її межами.
З листопада 2017 року по 2021 рік за сприянням Голосіївської РДА репетиції хору проводяться на базі ДЮК «ГАРТ» Голосіївського району міста Києва, з 2021 року колектив став частиною творчої родини Центру культури та технічної творчості "Печерськ".
У 2019 році колектив гастролював у Франції, Австрії та Угорщині з програмою духовної та народної музики. У 2022 році — гастролі до Франції, регіонами Бургундії. В 2023 році — гастролі великими містами Франції. 2024 рік — гастролі до Польщі та Австрії. 
У листопаді 2019 року камерний хор «Moravski» захистив звання народного (зразкового) аматорського колективу.

## Досягнення
За період 2016-2024 рр. колектив є активним учасником музичних фестивалів та має низку перемог на конкурсах:
- «Пасхальна асамблея» (2017,2018)
- Фестивалі «Українські передзвони» (2017)
- Фестивалі української класичної музики «Смальта-2017» (2017)
- Переможець районного та міського огляду-конкурсу творчості міста Києва (2018)
- Лауреат Всеукраїнського хорового конкурсу імені Миколи Леонтовича[1] (2018)
- Фестивалю хорового співу (м Клермон-Ферран, Франція, собор Нотр дам де Клермон, 2019)
- Лауреат І премії Всеукраїнського пісенного фестивалю-конкурсу[2] "Вишгородська Покрова" (2021)
- Гран-прі у міському огляді – конкурсі народної творчості, що пройшов за підтримки Департаменту культури Київської міської державної адміністрації та організації Київського міського центру народної творчості та культурологічних досліджень[3] (2021)

Учасник різноманітних фестивалів:
- Столичний різдвяний фестиваль (2017)
- Хорове свято «Школа Павла Муравського» (2017, 2018)
- Фестиваль хорового мистецтва імені Анатолія Авдієвського (2018)
- Фестиваль «Княжа родина» (2018)
- Участь у концерті присвяченого ювілею від дня народження Джакомо Пуччіні, у Колонному залі ім. М. Лисенка Національної філармонії України «Viva Puccini» (2018)
- Фестиваль хорового співу у м. Жерза, Франція (2019)
- Участь у концерті "Ой, хто, хто Миколая любить", що відбувся 17 грудня 2021 р. у Національній філармонії України.[4]
- Участь у різдвяному Гала-концерті "United in Song": історія та сучасність культурної взаємодії (Україна - Італія)[5] (2021)
- є членом Національної асоціації хорів України (з 2021 року).

## Проєкт «Співай з нами, Європо!»
З нагоди 31-го Дня Незалежності України Камерний хор «MORAVSKI» заспівав Гімн України з 33 хорами, з 25 країн світу із закликом проти війни та руйнувань.

Результат 6 місяців спільної роботи був презентований 24 серпня у трансляції на YouTube, у якій учасники проєкту в унісон закликали до миру та єдності виконавши Гімн України.
«Я був глибоко шокований подіями, що відбулися після 24 лютого. Як асоціація, яка підтримує митців на міжнародному рівні з фокусом на Україні, ми просто втратили дар мови. Але мистецтво достатньо довго мовчало. Після розробки концепції, коли я побачив, як долучаються перші країни, я відчув надію та силу музики об’єднувати людей. Ми хотіли, щоби лідери країн почули голоси людей. Цією чудовою акцією ми хочемо дати людям надію, дати їм відчути, що вони не самотні», — Джуліан Фрідріх, генеральний директор Art Crossing Borders
Асоціація «Art Crossing Borders» спільно з камерним хором «MORAVSKI»  день за днем, докладаючи великих зусиль, писали повідомлення і спілкувалися, здіймаючи надії. Врешті 33 хори з усіх країн Європи об’єдналися, навчилися української вимови та зняли свої співи на відео. Серед них аматорські, професійні оркестрові, госпел, церковні, а також дитячі хори, які спільними зусиллями уможливили проєкт «Співай з нами, Європо!».
Art Crossing Borders — молода німецька некомерційна асоціація, яка підтримує митців та їхні проєкти на національному та міжнародному рівнях, зосереджуючись зокрема на Україні. Організація поставила собі за мету подолати внутрішні та зовнішні кордони, об’єднати митців у міжнародному взаємообміні.

### Колективи-учасники проєкту
- Ukraine         Moravski Chamber Choir
- Germany Chorisma Frauenchor,  Cäcilienchor Ludwigshafen, Damenlikörchor
- France    Not'en Bulles Choeur,  Arpege Choir
- Belgium    Sammartini Choi,r        Praeludium Chamber Choir,         Brussels Choral Society
- Italy        Società Corale Città di Cuneo
- Luxembourg    Les Amis du Chant Choir
- The Netherlands    Maastricht University Choir
- Denmark    Musica Ficta
- Ireland    The Bandon Presentation Primary School Choir
- Portugal    Cetóbriga Chamber Choir
- Spain        Aures Cantibus Choir Finland,    Qoro Quando Choir,        Sibelius Upper Secondary School Choirs,        Tapiola Chamber Choir (producer of the video - Markku Pihlaja)
- Austria    Lajucho Choir
- Sweden    Jamulus Chamber(s) Choir
- Estonia    I.N.T.A. Choir,        Tartu Youth Choir
- Latvia        Dziesmuvara Choir
- Lithuania    JAUNA MUZIKA Vilnius Municipality Choir
- Malta        St Monica Vocal Ensemble
- Poland    Sei Terre Female Ensemble
- Slovenia    Štefan Kovač Mixed Choir
- Czech Republic   ČVUT Choir in Prague
- Hungary        Momento Choir
- Cyprus        Kyrenia Chamber Choir
- Romania        Magic Music Choir
- Croatia        Concordia Discors Choir
- Norway        Stavanger Symfonikor